# Rejon lepelski
Rejon lepelski (biał. Ле́пельскі раё́н, Lepielski rajon, ros. Ле́пельский райо́н, Lepielskij rajon) – rejon w północnej Białorusi, w obwodzie witebskim. Leży na terenie dawnego powiatu lepelskiego. Centrum administracyjnym rejonu jest Lepel.

## Geografia
Rejon lepelski ma powierzchnię 1822,22 km². Lasy zajmują powierzchnię 1007,83 km², bagna 78,62 km², obiekty wodne 71,12 km².

## Demografia
Liczba ludności:
- 1998: 45 300
- 2006: 39 500